# Oosterbrug (Groningen)
De Oosterbrug is een basculebrug in de stad Groningen. De brug verbindt de Verlengde Oosterstraat met de Oosterweg en gaat over het Verbindingskanaal.
De brug heeft een bedieningskantoor. De brugwachter van de Oosterbrug is daarnaast verantwoordelijk voor de Oosterhavenbrug, de Trompbrug, de Herebrug, de H.N. Werkmanbrug en de Emmabrug.
Op de onderzijde van het brugdek is, door kunstenaar Peter de Kan, een klankdicht aangebracht van de Groningse kunstenaar Hendrik Nicolaas Werkman, getiteld: Gestadige beweging. Als de brug opengaat bewegen de letters langzaam tot ze, bij de totale opening van de brug stil hangen. De verkeersdeelnemers die aan de kant van de Verlengde Oosterstraat staan, kunnen het gedicht dan lezen terwijl zij wachten tot de brug weer gesloten is. Het kunstwerk van Peter de Kan maakt deel uit van een groter project waarbij de gemeente Groningen beeldende kunst onder bruggen heeft laten aanbrengen. In het geval van de Oosterbrug is gekozen voor Werkman, omdat de verkeersdeelnemers even daarvoor het Werkmanmonument aan de Heresingel voorbijgereden of gewandeld zijn. 

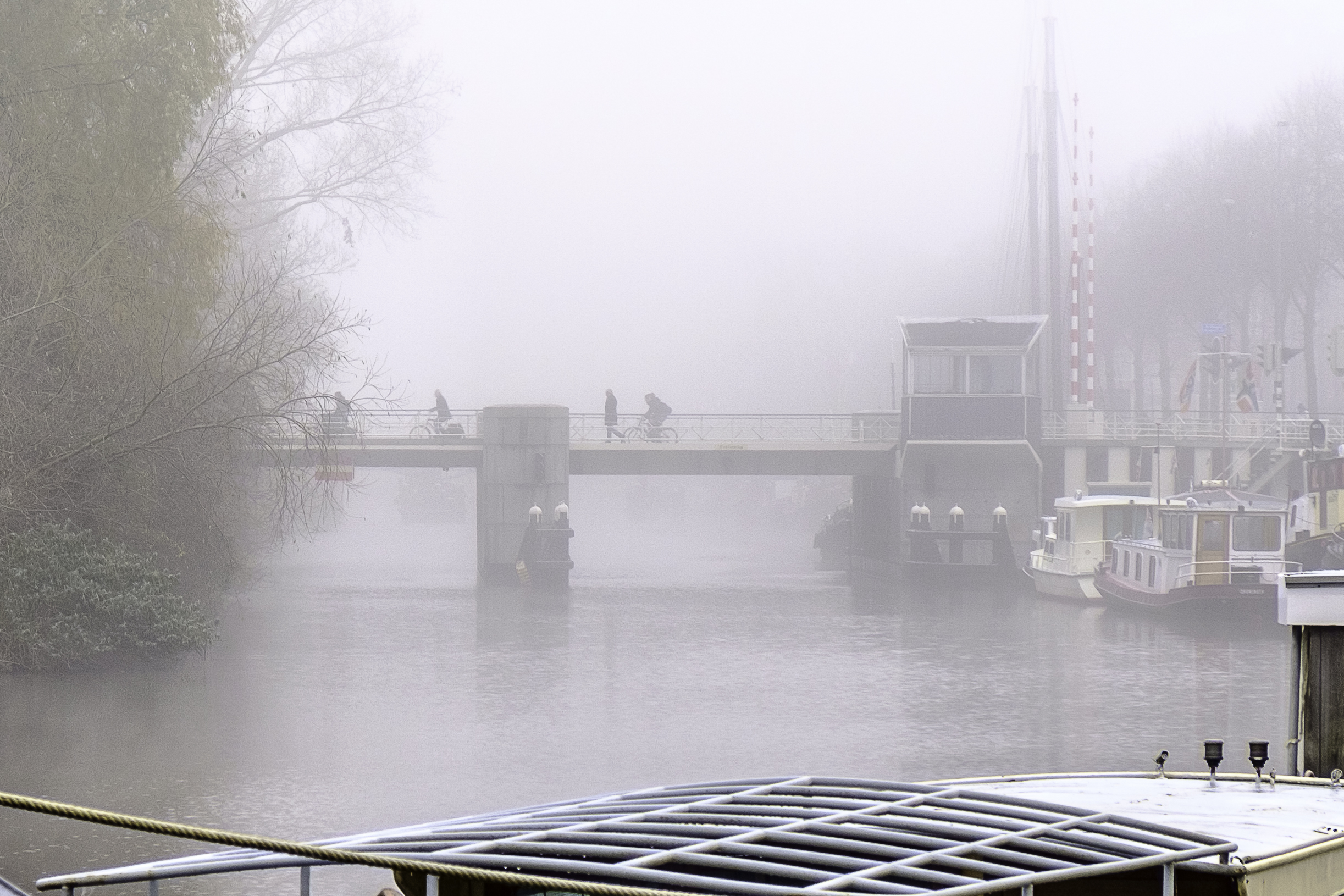
De Oosterbrug gezien vanaf de Herebrug op een mistige morgen